# عراقیه
عراقیه (فراهان)، روستایی از توابع بخش مرکزی شهرستان فراهان در استان مرکزی ایران است. روستای عراقیه که از املاک شاهزاده ناصر الدوله بود در ابتدای قرن حاضر توسط مرحوم میرزا آقا خان خانقاهی از نخستین کارمندان مالیه اراک و نوادگان میزا عیسی قائم مقام فراهانی خریداری شد . ایشان در آبادانی عراقیه بسیار کوشید و روستای کم رونق عراقیه را رونق بسیار بخشید.

## جمعیت
این روستا در دهستان فرمهین قرار دارد و براساس سرشماری مرکز آمار ایران در سال ۱۳۹۰، جمعیت آن ۱۲۵ نفر (۵۸ خانوار) بوده‌است.